# La Loma (Ayabaca)
La Loma es una localidad peruana ubicada en el distrito de Ayabaca, perteneciente a la provincia homónima del departamento de Piura, al norte del Perú. 

## Ubicación
La Loma se ubica al norte de la provincia de Ayabaca, en el distrito de Ayabaca, en el departamento de Piura.

## Demografía
En 2017 La Loma tenía una población de 9 habitantes.